# 先锋街道 (长沙市)
先锋街道是中华人民共和国湖南省长沙市天心区下辖的一个街道。

## 行政区划
先锋街道下辖以下村级行政区划单位：
暮云社区、牛角塘社区、先锋村和新路村。